# G35.20-0.74
G35.20-0.74 oder auch kurz G35 ist einer der massenreichsten Protosterne, die jemals gefunden wurden. G35 liegt etwa 8000 Lichtjahre von der Erde entfernt und hat die 20-fache Masse unserer Sonne. Der Protostern ist in einer frühen Entstehungsphase, das macht ihn interessant für die Erforschung. So wurde 2013 herausgefunden, dass die Entstehung massenreicher Sterne einfacher vonstattengeht, als ursprünglich gedacht. Er ist zudem nicht wie viele andere Protosterne, nicht in einem Sternhaufen eingebettet.

Aufnahme mithilfe des Hubble-Weltraumteleskops